# Expedición 65
La Expedición 65 fue la 65.ª misión de larga duración a la Estación Espacial Internacional. La misión comenzó el 17 de abril de 2021, con la partida de la Soyuz MS-17. y terminó formalmente el 17 de octubre con la partida de la nave Soyuz MS-18.

## Misión
La misión Crew-1 de SpaceX se esperaba que durase los 180 días que estaban planeados, y los cuatro miembros de su tripulación; los astronautas de la NASA, Michael Hopkins, Victor Glover, Shannon Walker, y el astronauta de la JAXA, Soichi Noguchi pasarían a formar parte de la tripulación de esta expedición de forma permanente siendo transferidos desde la Expedición 64, pero debido al retraso de un mes de septiembre a octubre en el lanzamiento de la misión y el adelanto de la llegada de la Crew-2 al 22 de abril de 2021, se programó su regreso a la tierra a finales de abril. Shannon Walker asumió el mando de la estación durante un pequeño corto periodo de tiempo de relevos con hasta 11 personas en la estación del 17 de abril al 2 de mayo de 2021. 
La Expedición 65 de 7 miembros estuvo formada por los dos cosmonautas de Roscosmos, Oleg Novitsky y Piotr Dubrov junto el astronauta de la NASA,  Mark T. Vande Hei, que llegaron a la estación el 9 de abril de 2021 a bordo de la Soyuz MS-18, poco antes de la partida de la Soyuz MS-17 el día 18 de abril para asegurar una presencia rusa continuada en la estación, y junto a los componentes de la Crew-2, los veteranos astronautas de la NASA, Robert S. Kimbrough y K. Megan McArthur, junto al astronauta Akihiko Hoshide de JAXA, como comandante de la expedición, y el astronauta francés Thomas Pesquet de la ESA, en su segunda misión europea Alpha, formarían la Expedición propiamente dicha de 7 miembros, hasta octubre de 2021, momento en que llegaría la nave de relevo, Soyuz MS-19 para la futura Expedición 66 y la grabación de la película El Reto (Vyzov). Antes de la llegada de la Soyuz MS-18 el astronauta francés Thomas Pesquet, realizó el relevo el día 4 de octubre, y fue el comandante de la ISS durante la transición entre expediciones hasta la llegada de la misión Dragon Crew-3, con el resto de la Expedición 66 a partir del día 30 de octubre momento que debían volver a encontrarse hasta 11 personas en la estación. Pero finalmente debido a retrasos en el lanzamiento de la Crew-3 primero por inclemencias del tiempo y después por indisposición de uno de los astronautas, se realizó el regreso de la Crew-2 después de casi 200 días en órbita, el 7 de noviembre de 2021, debido al límite de uso de 210 días de los propelentes de la cápsula, antes del despegue de la Crew-3, que llegaría finalmente el 11 de noviembre.
La expedición terminó oficialmente con la vuelta a la Tierra de la Soyuz MS-18 el 17 de octubre de 2021 quedando como comandante el cosmonauta Anton Shkaplerov, recién llegado el día 5 de octubre para la siguiente expedición.

### Expansión del Segmento Orbital Ruso

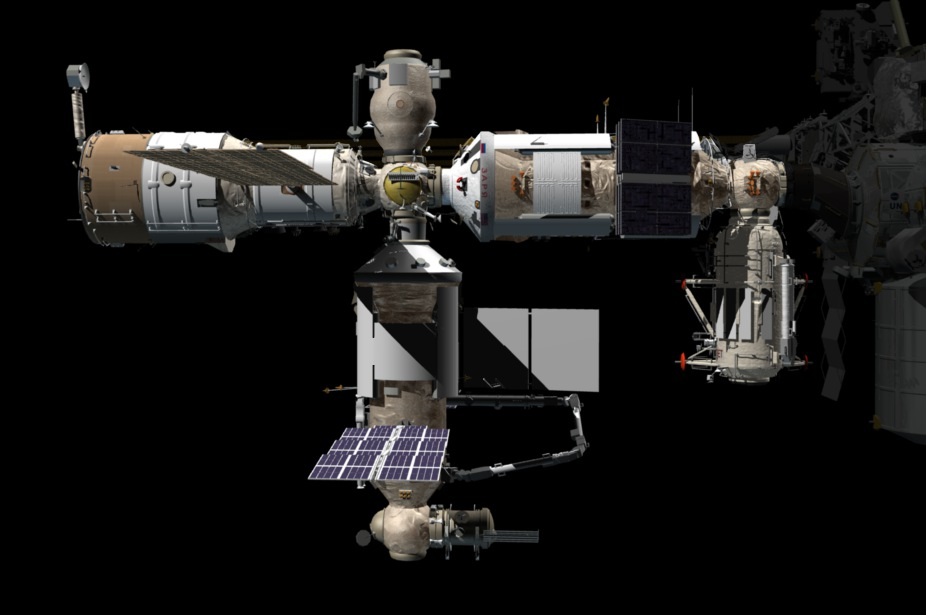
Recreación en 3D del Segmento Orbital Ruso tras el acople del Nauka.

Durante esta expedición se incorporó el primero de los dos módulos previstos para la ampliación del Segmento Orbital Ruso, (ROS) en el 2021 después de años sin ninguna ampliación. La tripulación de la Soyuz MS-18 llegó antes del lanzamiento el 21 de julio de 2021 en un cohete Proton-M y su posterior acople del Modulo Nauka el 29 de julio de 2021 para preparar la llegada de la primera ampliación.. Después de sufrir años de retrasos en el lanzamiento del último módulo de diseño soviético, el trayecto del módulo Nauka, hasta la ISS también sufrió varios inconvenientes como el mal despliegue de las antenas del sistema automático Kurs y los sensores infrarrojos y estelares. Pero el problema más grave fue un fallo de software que causó la igualación de presión de los tanques de alta presión y los de baja presión del sistema de propulsión. Aunque en principio parecía que este problema podía impedir el uso de los dos motores principales DKS, estos motores contaban con dos tanques específicos que no se vieron afectados. Sin embargo, la igualación de presión evitó que los motores DKS usasen los propergoles de los otros cuatro tanques de combustible y limitó seriamente las capacidades de maniobra orbital del módulo durante la aproximación a la ISS. Sin embargo, los propulsores de maniobra de bajo impulso DPS y DTS sí pudieron usar el combustible procedente de los tanques destinados a los motores DKS, y se utilizaron para realizar una primera ignición de elevación de la órbita. El módulo Nauka, debía acoplarse en el puerto nadir del módulo Zvezdá, pero éste estaba ocupado por el módulo esclusa Pirs. Para poder liberar el puerto, el lunes 26 de julio a las 10:56 UTC el Pirs se separó de la ISS mediante la nave de carga Progress MS-16, liberando el puerto nadir del módulo Zvezdá para permitir el acoplamiento del módulo Nauka el día 29 de julio de 2021. 
El manifiesto de vuelo de la ISS propuesto por Roscosmos el 4 de febrero de 2021 situaba el lanzamiento del segundo módulo, el Prichal en noviembre de 2021 y el acople al puerto trasero de Nauka dos días después. Uno de los puertos del Prichal está equipado con un puerto de acople híbrido activo, que permite el acople con el módulo Nauka/MLM. Los cinco puertos restantes son híbridos pasivos, permitiendo el acople de naves Soyuz y Progress, así como módulos más pesados o naves futuras con sistemas de acople modificados.
El módulo Prichal fue lanzado ya en la Expedición 66, a la Estación Espacial Internacional el 24 de noviembre de 2021 con la Progress M-UM y se acoplo a la estación el 26 de noviembre ocupando el puerto nadir del reciente módulo Nauka. Se realizó un paseo espacial por parte de las tripulaciones de las Soyuz MS-18 y MS-19, tras la llegada del módulo Prichal a la estación espacial. Este paseo espacial se centrará en la configuración inicial del módulo y en su conexión con el módulo Nauka.

### Grabación PelículaEl Reto
La nave Soyuz MS-19 llegó a la ISS, el 5 de octubre con solo un cosmonauta profesional, Anton Shkaplerov, acompañado del director de cine Klim Shipenko y la actriz Yuliya Peresild, para grabar la película El Reto (Visov), que será la primera película con escenas grabadas en el espacio. Regresaron a la tierra con la nave Soyuz MS-18, con el cosmonauta Oleg Novitsky, después de 12 días en la Estación, ocupando los asientos de parte de la tripulación de esta nave, que permanecieron en la estación durante casi un año en una misión prolongada (355 días), el astronauta  Mark T. Vande Hei y el cosmonauta Piotr Dubrov, que llegaron el 9 de abril de 2021 y regresaran en marzo de 2022 en la Soyuz MS-19 con el comandante Shkaplerov. El regreso de la Soyuz MS-18 a la Tierra de la el 17 de octubre de 2021, también marcará el fin de esta expedición.

### Experimentos en la ISS
- Durante esta expedición se llevó a cabo la continuación del proyecto Plant Habitat que busca el cultivo de plantas en el espacio para mejorar la alimentación de los astronautas, que anteriormente obtuvieron lechugas y rábanos.[11] El experimento utiliza la instalación Veggie, el Hábitat Avanzado de Plantas (APH), que es un pequeño invernadero para producir plantas y en esta ocasión amplía la variedad de cultivos anterios con pimientos en el Veg-04, además de otros aspectos relacionados con el valor nutricional, la aceptabilidad del sabor por parte de la tripulación y la seguridad alimentaria y la nutrición. El astronauta de la NASA, Robert S. Kimbrough, fue el encargado de la realización del cultivo que es un proyecto del Centro Espacial Kennedy de la NASA. Los frutos cosechados fueron un éxito y después de 137 días, se obtuvieron 26 chiles cultivados a partir de cuatro plantas en el Hábitat que proporcionaron suficientes para una comida a toda la tripulación, y también pudo mandarse a la Tierra algunos de vuelta para su estudio comparativo con los cultivados en tierra.[12][13]

## Tripulación

### Tripulación de la expedición
| Cargo                 | 17ABR21 al 24ABR21       | 24ABR21 al 02MAY21        | 02MAY21 al 04OCT21        | 04OCT21 al 05OCT21        | 05OCT21 al 17OCT21(Fin Expedición) |
| --------------------- | ------------------------ | ------------------------- | ------------------------- | ------------------------- | ---------------------------------- |
| Comandante            | Shannon Walker, NASA     | Shannon Walker, NASA      | Akihiko Hoshide, JAXA     | Thomas Pesquet, ESA       | Thomas Pesquet, ESA                |
| Ingeniero de vuelo 1  | Michael S. Hopkins, NASA | Michael S. Hopkins, NASA  | Robert S. Kimbrough, NASA | Robert S. Kimbrough, NASA | Robert S. Kimbrough, NASA          |
| Ingeniero de vuelo 2  | Victor J. Glover, NASA   | Victor J. Glover, NASA    | K. Megan McArthur, NASA   | K. Megan McArthur, NASA   | K. Megan McArthur, NASA            |
| Ingeniero de vuelo 3  | Soichi Noguchi, JAXA     | Soichi Noguchi, JAXA      | Thomas Pesquet, ESA       | Akihiko Hoshide, JAXA     | Akihiko Hoshide, JAXA              |
| Ingeniero de vuelo 4  | Oleg Novitsky, Roscosmos | Oleg Novitsky, Roscosmos  | Oleg Novitsky, Roscosmos  | Oleg Novitsky, Roscosmos  | Oleg Novitsky, Roscosmos           |
| Ingeniero de vuelo 5  | Piotr Dubrov, Roscosmos  | Piotr Dubrov, Roscosmos   | Piotr Dubrov, Roscosmos   | Piotr Dubrov, Roscosmos   | Piotr Dubrov, Roscosmos            |
| Ingeniero de vuelo 6  | Mark T. Vande Hei, NASA  | Mark T. Vande Hei, NASA   | Mark T. Vande Hei, NASA   | Mark T. Vande Hei, NASA   | Mark T. Vande Hei, NASA            |
| Ingeniero de vuelo 7  |                          | Robert S. Kimbrough, NASA |                           |                           | Anton Shkaplerov, Roscosmos        |
| Ingeniero de vuelo 8  |                          | K. Megan McArthur, NASA   |                           |                           |                                    |
| Ingeniero de vuelo 9  |                          | Akihiko Hoshide, JAXA     |                           |                           |                                    |
| Ingeniero de vuelo 10 |                          | Thomas Pesquet, ESA       |                           |                           |                                    |

### Tripulación visitante

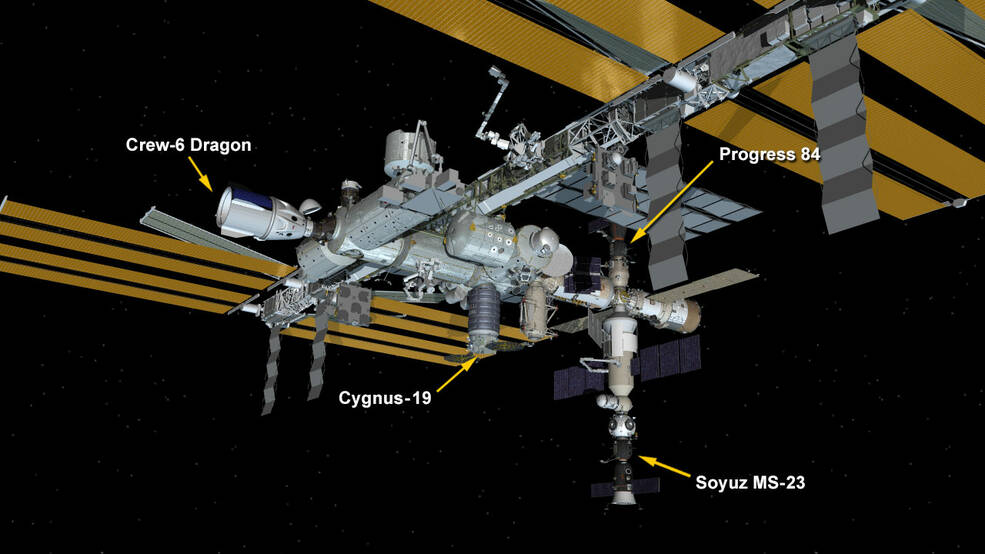
Renderizado de los vehículos visitantes. Enlace actualizado nasa.gov/feature/visiting-vehicle-launches-arrivals-and-departures aquí.

| Misión                  | Astronautas                                                                                | Acople(UTC)                   | Desacople (UTC)                | Duración                       |
| ----------------------- | ------------------------------------------------------------------------------------------ | ----------------------------- | ------------------------------ | ------------------------------ |
| Soyuz MS-19/Soyuz MS-18 | Klim Shipenko, Canal 1 Yulia Peresild, Canal 1                                             | 5 de octubre de 2021 12:22:31 | 17 de octubre de 2021 01:14:00 | 11 días, 12 horas y 51 minutos |
| Soyuz MS-19/Soyuz MS-18 | Filmación de la película "Visov". Como repuestos tienen a Aleksey Dudin y Alena Mordovina. |                               |                                |                                |